# Ачкасова (деревня)
Ачка́сова — деревня Петровского сельсовета Измалковского района Липецкой области России. 

## География
Располагается на реке Ясенок.

## Название
Название — по владельцам Ачкасовым.

## История
Известно с последней четверти XVIII века.

## Население
| 2010 |
| ---- |
| 2    |

## Инфраструктура
Личное подсобное хозяйство с зоной сельскохозяйственного использования, индивидуальная застройка усадебного типа.

## Транспорт
Просёлочные дороги. 